# Левково-Старе
Левково-Старе (пол. Lewkowo Stare) — деревня в Хайнувском повете Подляского воеводства Польши. Входит в состав гмины Наревка. Находится примерно в 18 км к северо-востоку от центра города Хайнувка. По данным переписи 2011 года, в деревне проживало 354 человека.

## История
В 1954 году деревня была центром гмины Левково-Старе. В 1975—1998 годах, деревня административно входила в состав Белостокского воеводства.
1 января 2006 года название деревни было изменено с Старе-Левково на Левково-Старе.
В деревне есть приходская православная церковь Святых Петра и Павла. Первое письменное упоминание о церкви появилось в 17 веке; настоящий храм был основан в начале 18 века. В деревне имеется фольклорная группа, сохранились народные ремёсла в виде изделий из глины и дерева, проходят торжества для людей с ограниченными возможностями
В Левково-Старе также есть:
- Учебный центр с интернет-деревней, на месте бывшей начальной школы.
- Завод по производству керамики «Budowlana Lewkowo», действующий с 1968 года[4][5].

В 2012 году здание закрытой начальной школы было продано Pakplus Sp. z o.o. из Подляского воеводства. С июня здание арендуется компанией Old Polish Vodka Sp. z o.o., в здании был запущен завод по производству водки и настойки. 19 сентября 2014 года состоялось торжественное открытие завода.